# Olympische Sommerspiele 2012/Schießen – Kleinkalibergewehr Dreistellungskampf (Frauen)
Der Wettbewerb Kleinkalibergewehr Dreistellungskampf der Frauen bei den Olympischen Spielen 2012 in London wurde am 4. August 2012 in den Royal Artillery Barracks ausgetragen. 47 Teilnehmerinnen gingen an den Start. 
Der Wettbewerb fand in zwei Runden statt, einer Qualifikations- und einer Finalrunde. In der Qualifikationsrunde hatte jede Schützin 60 Schuss abzugeben, 20 Schüsse stehend, 20 Schüsse kniend und 20 Schüsse liegend. Für jeden Schuss gab es einen bis 10 Punkte. Die besten acht Schützinnen qualifizierten sich für das Finale. Hier gaben die Teilnehmerinnen jeweils 10 Schuss im Stehendanschlag ab, wobei die Wertung in Schritten von 0,1 Punkten unterteilt wurden. Die höchstmögliche Wertung pro Schuss war also 10,9. Die Gewinnerin wurde durch Addierung der Wertungen von Qualifikation und Finale ermittelt.
Die für das Finale qualifizierten Schützinnen sind hellgrün unterlegt.

## Titelträger
| Olympiasieger | Du Li           | Peking 2008            |
| Weltmeister   | Barbara Lechner | Schieß-WM 2010 München |

## Bestehende Rekorde
| Weltrekord Qualifikation         | Sonja Pfeilschifter | 594                 | München, Deutschland        | 28. Mai 2006    |
| Olympischer Rekord Qualifikation | Renata Mauer        | 589                 | Atlanta, USA                | 24. Juli 1996   |
| Weltrekord Finale                | Sonja Pfeilschifter | 698,0 (594 + 104,0) | München, Deutschland        | 28. Mai 2006    |
| Olympischer Rekord Finale        | Du Li               | 690,3 (589 + 101,3) | Peking, Volksrepublik China | 14. August 2008 |

## Qualifikation
Insgesamt vier Schützinnen erzielten die gleiche Punktzahl. Von diesen vier Schützen konnten sich nur zwei für das Finale qualifizieren. Jeder der vier Teilnehmerinnen standen in dem Stechen fünf Schüsse im Stehendanschlag zu. Die Wertungen waren in 0,1-Schritten unterteilt.
| Platz | Schützin                | Nation             | liegend | stehend | kniend | Gesamt | Stechen | Anmerkung |
| ----- | ----------------------- | ------------------ | ------- | ------- | ------ | ------ | ------- | --------- |
| 1     | Jamie Lynn Gray         | Vereinigte Staaten | 198     | 198     | 196    | 592    |         | Q, OR     |
| 2     | Ivana Maksimović        | Serbien            | 196     | 197     | 197    | 590    |         | Q         |
| 3     | Darja Wdowina           | Russland           | 200     | 194     | 191    | 585    |         | Q         |
| 4     | Adéla Sýkorová          | Tschechien         | 195     | 196     | 193    | 584    |         | Q         |
| 5     | Agnieszka Nagay         | Polen              | 197     | 193     | 194    | 584    |         | Q         |
| 6     | Snježana Pejčić         | Kroatien           | 193     | 195     | 196    | 584    |         | Q         |
| 7     | Barbara Engleder        | Deutschland        | 197     | 194     | 192    | 583    | 49,8    | Q         |
| 8     | Sylwia Bogacka          | Polen              | 196     | 194     | 196    | 583    | 49,6    | Q         |
| 9     | Li Peijing              | China              | 198     | 189     | 196    | 583    | 47,8    |           |
| 10    | Na Yoon-kyung           | Südkorea           | 197     | 191     | 195    | 583    | 46,9    |           |
| 11    | Stine Nielsen           | Dänemark           | 195     | 191     | 196    | 582    |         |           |
| 12    | Petra Zublasing         | Italien            | 192     | 194     | 195    | 581    |         |           |
| 13    | Du Li                   | China              | 195     | 192     | 194    | 581    |         |           |
| 14    | Mahlagha Jambozorg      | Iran               | 198     | 190     | 193    | 581    |         |           |
| 15    | Amanda Furrer           | Vereinigte Staaten | 196     | 189     | 196    | 581    |         |           |
| 16    | Eglys Yahima de la Cruz | Kuba               | 194     | 191     | 196    | 581    |         |           |
| 17    | Jeong Mi-ra             | Südkorea           | 197     | 186     | 198    | 581    |         |           |
| 18    | Laurence Brize          | Frankreich         | 196     | 194     | 191    | 581    |         |           |
| 19    | Sonja Pfeilschifter     | Deutschland        | 198     | 196     | 187    | 581    |         |           |
| 20    | Malin Westerheim        | Norwegen           | 195     | 187     | 197    | 579    |         |           |
| 21    | Dianelys Perez          | Kuba               | 197     | 189     | 193    | 579    |         |           |
| 22    | Sakina Mamedowa         | Usbekistan         | 192     | 192     | 194    | 578    |         |           |
| 23    | Marjo Yli-Kiikka        | Finnland           | 197     | 187     | 194    | 578    |         |           |
| 24    | Olga Dowgun             | Kasachstan         | 197     | 186     | 195    | 578    |         |           |
| 25    | Emilie Evesque          | Frankreich         | 196     | 189     | 193    | 578    |         |           |
| 26    | Darja Tychowa           | Ukraine            | 197     | 190     | 190    | 577    |         |           |
| 27    | Andrea Arsović          | Serbien            | 196     | 190     | 191    | 577    |         |           |
| 28    | Ljubow Galkina          | Russland           | 191     | 194     | 192    | 577    |         |           |
| 29    | Xiang Wei Jasmine Ser   | Singapur           | 194     | 190     | 193    | 577    |         |           |
| 30    | Petya Lukanova          | Bulgarien          | 197     | 190     | 190    | 577    |         |           |
| 31    | Anžela Voronova         | Estland            | 197     | 185     | 194    | 576    |         |           |
| 32    | Kateřina Emmons         | Tschechien         | 198     | 193     | 185    | 576    |         |           |
| 33    | Azza Al Qasmi           | Brunei             | 196     | 190     | 190    | 576    |         |           |
| 34    | Daniela Pešková         | Slowakei           | 195     | 192     | 189    | 576    |         |           |
| 35    | Elania Nardelli         | Italien            | 196     | 191     | 187    | 574    |         |           |
| 36    | Živa Dvoršak            | Slowenien          | 196     | 189     | 189    | 574    |         |           |
| 37    | Stephanie Obermoser     | Österreich         | 196     | 188     | 189    | 573    |         |           |
| 38    | Darja Scharipowa        | Ukraine            | 190     | 195     | 188    | 573    |         |           |
| 39    | Alexis Martínez         | Mexiko             | 194     | 188     | 190    | 572    |         |           |
| 40    | Annik Marguet           | Schweiz            | 196     | 183     | 191    | 570    |         |           |
| 41    | Robyn van Nus           | Australien         | 195     | 187     | 188    | 570    |         |           |
| 42    | Jennifer McIntosh       | Großbritannien     | 194     | 187     | 189    | 570    |         |           |
| 43    | Elaheh Ahmadi           | Iran               | 193     | 187     | 187    | 567    |         |           |
| 44    | Maryam Arzouqi          | Kuwait             | 197     | 187     | 180    | 564    |         |           |
| 45    | Melissa Mikec           | El Salvador        | 195     | 181     | 194    | 560    |         |           |
| 46    | Bahya Mansour Al-Hamad  | Katar              | 195     | 182     | 178    | 555    |         |           |
| –     | Alethea Sedgman         | Australien         | DNS     | —       | —      | —      |         |           |

## Finale
| Platz | Schützin         | Nation             | Qualifikation | 1    | 2    | 3    | 4    | 5    | 6    | 7    | 8    | 9    | 10   | Finalpunkte | Gesamtpunkte | Anmerkung |
| ----- | ---------------- | ------------------ | ------------- | ---- | ---- | ---- | ---- | ---- | ---- | ---- | ---- | ---- | ---- | ----------- | ------------ | --------- |
| 1     | Jamie Lynn Gray  | Vereinigte Staaten | 592           | 10,5 | 9,2  | 10,3 | 10,1 | 9,6  | 10,5 | 10,0 | 10,0 | 8,9  | 10,8 | 99,9        | 691,9        | OR        |
| 2     | Ivana Maksimović | Serbien            | 590           | 9,3  | 10,3 | 10,2 | 9,5  | 9,3  | 10,9 | 9,2  | 10,1 | 9,6  | 9,1  | 97,5        | 687,5        |           |
| 3     | Adéla Sýkorová   | Tschechien         | 584           | 10,5 | 8,8  | 9,9  | 10,3 | 10,5 | 9,9  | 10,7 | 8,0  | 10,2 | 10,2 | 99,0        | 683,0        |           |
| 4     | Sylwia Bogacka   | Polen              | 583           | 9,7  | 10,4 | 9,8  | 9,9  | 10,2 | 9,5  | 9,7  | 9,4  | 10,2 | 10,1 | 98,9        | 681,9        |           |
| 5     | Snježana Pejčić  | Kroatien           | 584           | 10,0 | 10,2 | 10,6 | 9,4  | 10,4 | 9,7  | 8,7  | 9,7  | 9,9  | 9,3  | 97,9        | 681,9        |           |
| 6     | Barbara Engleder | Deutschland        | 583           | 10,2 | 8,6  | 9,7  | 10,4 | 9,7  | 10,8 | 9,7  | 9,3  | 9,8  | 9,6  | 97,8        | 680,8        |           |
| 7     | Darja Wdowina    | Russland           | 585           | 10,3 | 9,9  | 10,7 | 9,7  | 8,9  | 9,6  | 10,1 | 8,4  | 9,2  | 9,0  | 95,8        | 680.8        |           |
| 8     | Agnieszka Nagay  | Polen              | 584           | 10,2 | 9,8  | 8,7  | 9,6  | 9,3  | 9,8  | 9,3  | 8,8  | 9,0  | 9,7  | 94,2        | 678,2        |           |

Ivana Maksimović gelang der erste serbische Medaillengewinn bei den Damenwettkämpfen im olympischen Schießsport.